# Octan bornylu
Octan bornylu – bicykliczny, organiczny związek chemiczny, ester kwasu octowego i borneolu.
W cząsteczce występują trzy asymetryczne atomy węgla jednak zmiana konfiguracji tylko przy jednym determinuje obecność dwóch różnych stereoizomerów: izomer (+) pochodna naturalnego (+)-(R)-borneolu, izomer (−) pochodna izoborneolu [(−)-(S)-borneolu].
Bezbarwna substancja krystaliczna o charakterystycznym, silnym zapachu igieł sosnowych, słabo rozpuszczalna w wodzie, dobrze rozpuszczalna w alkoholu etylowym. Podstawowy składnik olejku pichtowego i sosnowego.
Stosowany jest w przemyśle perfumeryjnym oraz w medycynie.